# Holzhausen (Dittelbrunn)
Holzhausen ist ein Gemeindeteil der Gemeinde Dittelbrunn im unterfränkischen Landkreis Schweinfurt in Bayern.

## Geografische Lage
Das Kirchdorf liegt im Nordwesten des Dittelbrunner Gemeindegebiets am Wernzufluss Pfersbach. Im Nordnordosten liegt Pfändhausen, das ebenfalls zu Dittelbrunn gehört. Östlich, getrennt durch die Kreisstraße SW 8, beginnt das Gebiet von Üchtelhausen, der Gemeindeteil Weipoltshausen liegt Holzhausen am nächsten. Der Südosten wird von Hambach eingenommen, während im Südwesten Poppenhausen-Maibach zu finden ist. Im Westen verläuft die Bundesautobahn 71, nordwestlich liegt Pfersdorf.
Die Gemarkung weist einen Höhenunterschied von fast hundert Metern (283 m – 381 m) auf. So verläuft der sogenannte Kissinger Sattel, eine geologische Verwerfungszone, durch sie.

## Geschichte
Der Ortsname Holzhausen geht wohl auf die natürlichen Begebenheiten in der Umgebung des Dorfes zurück. So entstanden hier Häuser in einem großen Waldgebiet. Erstmals urkundlich fassbar wird Holzhausen im Jahr 1137, als in einem hennebergischen Urkundenbuch der Name „Holzhusun“ auftaucht. In Holzhausen etablierte sich vielleicht eine der Urpfarreien der Umgebung, sodass die Christianisierung von hier aus vorangetrieben wurde.
Zunächst hatten die Henneberger auch die Dorfherrschaft inne, ehe die Würzburger Fürstbischöfe ihren Einfluss im Jahr 1353 ausweiten konnten. Holzhausen war aber im 14. und 15. Jahrhundert nie nur einem Herren unterstellt, sodass es früh als sogenanntes Ganerbendorf etabliert war. So hatte während des Mittelalters Conrad von Berlichingen und die Herren von Rotenhan hier Besitzungen. Erst 1537 gelang es den Bischöfen von Würzburg das ganze Dorf unter ihre Herrschaft zu bringen.
Holzhausen wurde während des Markgräflerkrieges, des Deutschen Bauernkrieges und des Dreißigjährigen Krieges immer wieder zerstört und entvölkert. Mit der Auflösung des Hochstifts Würzburg durch die Säkularisation zu Beginn des 19. Jahrhunderts gelangte Holzhausen zunächst an Bayern. Nach einer kurzen Zeit als Teil des Großherzogtums Würzburg, gelangte das Dorf 1814 endgültig an Bayern. Die Gemeinde hatte 1961 eine Fläche von gut 700 Hektar und 242 Einwohner in 49 Wohngebäuden. Die Holzhausener befürworteten im Jahr 1978 die Eingemeindung nach Dittelbrunn.

## Baudenkmäler

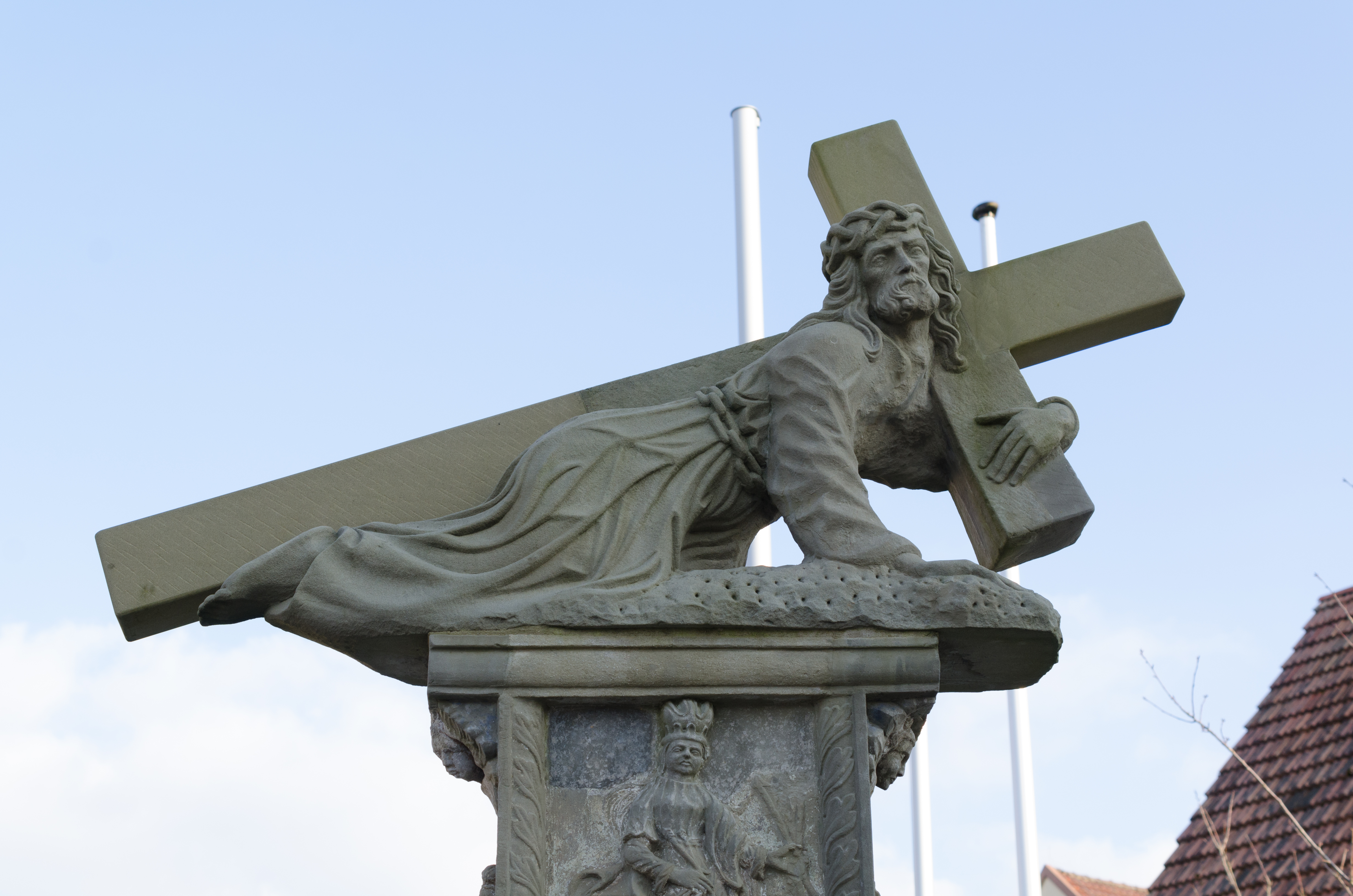
Ein sogenannter Kreuzschlepper in Holzhausen

Den Mittelpunkt des Dorfes bildet heute die katholische Pfarrkirche St. Kilian. Sie kann wohl als eine der ersten Pfarrkirchen der Umgebung gelten. Das Gotteshaus war im Laufe der Jahrhunderte aber vielen Veränderungen unterworfen. So ließ Julius Echter von Mespelbrunn 1608 den typischen, nachgotischen Echter-Turm errichten. Das heutige Langhaus entstand 1736. Im Inneren besonders bemerkenswert sind zwei spätgotische Figuren der Heiligen Kilian und Markus, die der Riemenschneiderschule zugeschrieben werden.
Eine kleine Wegkapelle wurde 1892 am Weg nach Maibach im Stile des Historismus errichtet. Daneben prägen Bildstöcke und Kleindenkmäler die Holzhausener Gemarkung. Diese religiösen Denkmäler sind typisch für katholische Orte in Franken. Besonders bemerkenswert ist der sogenannte Monolithbildstock von 1608. Er entstand wiederum unter der Regierung von Bischof Julius Echter und symbolisiert die gegenreformatorischen Maßnahmen des Kirchenfürsten.